# Astronotus (zoologia)
Astronotus Swainson, 1839, comunemente noto come oscar o pesce oscar, è un genere di pesci tropicale sudamericano d'acqua dolce, appartenente alla famiglia Cichlidae. Il genere contiene due specie (elencate di seguito), entrambe originarie del bacino amazzonico, mentre una delle due si trova anche nei fiumi Paraná e Paraguay. Le specie del genere Astronotus possono crescere fino a 35 centimetri di lunghezza e sono monomorfiche. Sono pesci onnivori opportunisti che si nutrono di una vasta gamma di piccoli pesci, frutta, noci, crostacei, molluschi e altri invertebrati in natura.
Una delle due specie, l'oscar (Astronotus ocellatus), è un pesce molto popolare tra gli appassionati di acquari e pesci tropicali. Gli oscar formano coppie monogame che depongono le loro uova all'aperto, tipicamente su una pietra appiattita o in una depressione poco profonda. La colorazione degli esemplari più giovani è diversa da quella degli adulti ed aiuta a mimetizzare gli avannotti durante la crescita.
Al contrario, Astronotus crassipinnis viene esportato raramente e non si vede spesso nel commercio degli acquari.
In alcune classificazioni Astronotus è l'unico genere della tribù monogenerica Astronoti, della sottofamiglia Cichlinae.

## Tassonomia
Il taxon comprende due sole specie:
- Astronotus crassipinnis (Agassiz, 1831)
- Astronotus ocellatus (Heckel, 1840)